# Campionati mondiali di pattinaggio di velocità su distanza singola 2024 - 10000 m maschili
L'evento dei 10000m maschili dei Campionati mondiali di pattinaggio di velocità su distanza singola 2024 si è svolto il 18 febbraio 2024 alla Olympic Oval di Calgary, in Canada.

## Risultati
| Pos | Pair | Corsia | Atleta           | NOC         | Tempo    | Diff     |
| --- | ---- | ------ | ---------------- | ----------- | -------- | -------- |
| 1   | 6    | o      | Davide Ghiotto   | Italia      | 12:38.82 |          |
| 2   | 4    | i      | Ted-Jan Bloemen  | Canada      | 12:47.01 | +8.19    |
| 3   | 2    | o      | Graeme Fish      | Canada      | 12:48.61 | +9.79    |
| 4   | 5    | i      | Patrick Roest    | Paesi Bassi | 12:50.32 | +11.50   |
| 5   | 4    | o      | Jorrit Bergsma   | Paesi Bassi | 12:50.91 | +12.09   |
| 6   | 1    | i      | Sander Eitrem    | Norvegia    | 13:01.71 | +22.89   |
| 7   | 3    | i      | Wu Yu            | Cina        | 13:06.93 | +28.11   |
| 8   | 5    | o      | Michele Malfatti | Italia      | 13:07.01 | +28.19   |
| 9   | 6    | i      | Bart Swings      | Belgio      | 13:07.45 | +28.63   |
| 10  | 1    | o      | Casey Dawson     | Stati Uniti | 13:08.35 | +29.53   |
| 11  | 2    | i      | Riku Tsuchiya    | Giappone    | 13:27.84 | +49.02   |
| 12  | 3    | o      | Wang Shuaihan    | Cina        | 14:01.72 | +1:22.90 |